# Вахрушево (Ленинградская область)
Вахрушево — деревня в Коськовском сельском поселении Тихвинского района Ленинградской области.

## История
Деревня Вахрушова упоминается на «Специальной карте западной части России» Ф. Ф. Шуберта 1844 года.

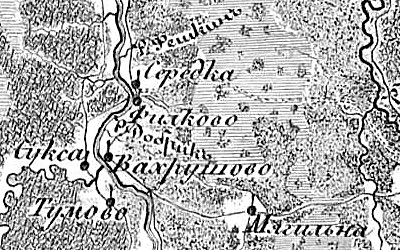
Деревня Вахрушево на карте 1847 года

На семитопографической карте Новгородской губернии 1847 года она обозначена как деревня Вахрушово.

ВАХРУШЕВО — деревня Суксинского общества, прихода Шиженского погоста. Река Паша. 

Крестьянских дворов — 2. Строений — 10, в том числе жилых — 7. 

Число жителей по семейным спискам 1879 г.: 8 м. п., 7 ж. п.; по приходским сведениям 1879 г.: 8 м. п., 7 ж. п.

В конце XIX — начале XX века деревня административно относилась к Саньковской волости 1-го земского участка 2-го стана Тихвинского уезда Новгородской губернии.

ВАХРУШЕВО — деревня Суксинского общества, дворов — 8, жилых домов — 8, число жителей: 22 м. п., 18 ж. п.
 
Занятия жителей — земледелие, лесные заработки. Река Паша. (1910 год)

Согласно карте Ленинградской области Северо-западного аэрогеодезического треста ГГУ издания 1932 года деревня насчитывала 7 крестьянских дворов. В деревне находились сельсовет и почта.
По данным 1933 года деревня называлась Вахрушово и являлась административным центром Пашского сельсовета, в который входили 14 населённых пунктов: деревни Вахрушово, Коково, Костково, Леоново, Мягрино, Ратилово, Сашково, Святое, Середка, Снопово, Сукса, Тумово, Ульянино и хутор Калинок, общей численностью населения 1299 человек.
По данным 1936 года деревня Вахрушево являлась административным центром Пашского сельсовета, в состав которого входили 12 населённых пунктов, 281 хозяйство и 12 колхозов.
По данным 1966 и 1973 годов деревня Вахрушево также входила в состав Пашского сельсовета.
По данным 1990 года деревня Вахрушево входила в состав Шиженского сельсовета.
В 1997 году в деревне Вахрушево Шиженской волости проживали 4 человека, в 2002 году — постоянного населения не было.
В 2007 году в деревне Вахрушево Коськовского СП проживали 7 человек, в 2010 году — 4.

## География
Деревня расположена в северо-западной части района на автодороге  Коськово — Ульянино.
Расстояние до административного центра поселения — 5 км.
Расстояние до ближайшей железнодорожной станции Тихвин — 55 км.
Деревня находится на правом берегу реки Паша.

## Демография
| 2007 | 2010 | 2017 |
| ---- | ---- | ---- |
| 7    | ↘4   | ↗13  |

### Национальный состав
Согласно данным Всероссийской переписи населения 2021 года в деревне проживали 13 человек, все русские.

## Улицы
Луговой переулок, Черёмуховая.

## Археология
На выставке «Викинги. Путь на Восток» представлены топор из Вахрушева (курган CXVII, комплекс 4) с инкрустацией на шейке в виде параллельных полос из сплава на основе меди и трилистная фибула типа 90 по типологии Я. Петерсена, к которой прикреплено кольцо с двумя подвесками-бубенцами на цепочках (курган CXVII, комплекс 2, раскопки Н. Е. Бранденбурга, начало XI века по младшей монете 1002 года). В Вахрушево 2 (курган 117) в женском трупоположении нашли железную гривну с привеской, две подвески типа 155, две фибулы типа А, одна типа 90. В другом женском захоронении — фибулу типа 117. В Вахрушево 2 (курган 116) в мужских кремациях нашли костяное изделие с головкой дракона, кнутовище, меч типа Т-2 по классификации Я. Петерсена с серебряной насечкой на рукояти, меч типа V, в женском погребении — фибулу типа 56.